# José Altevir da Silva
José Altevir da Silva CSSp (* 30. November 1962 in Ipixuna) ist ein brasilianischer Ordensgeistlicher und römisch-katholischer Prälat von Tefé.

## Leben
José Altevir da Silva trat 1980 der Ordensgemeinschaft der Spiritaner bei und absolvierte in Ceilândia das Noviziat. Er studierte von 1983 bis 1984 Philosophie am interdiözesanen Priesterseminar in Manaus und an der Pontifícia Universidade Católica de Minas Gerais in Belo Horizonte sowie von 1987 bis 1989 Katholische Theologie am Instituto Teológico São Paulo (ITESP). Er legte am 18. November 1989 in São Paulo die ewige Profess ab. Von 1990 bis 1991 wirkte José Altevir da Silva als Missionar in Nigeria. Am 6. Dezember 1992 empfing er durch den Bischof von Cruzeiro do Sul, Luís Herbst CSSp, das Sakrament der Priesterweihe. Nach weiterführenden Studien erwarb er an der Pontifícia Universidade Católica de Minas Gerais einen Abschluss im Fach Psychologie.
Zunächst war José Altevir da Silva als Seelsorger in Belo Horizonte und in Vilhena tätig, bevor er 2002 Ausbilder der Philosophie- und Theologiestudenten in der Spiritaner-Kommunität Padre Laval in Jardim Planalto wurde. Von 2008 bis 2012 war er Sekretär der Kommission für die Missionsarbeit und die zwischenkirchliche Zusammenarbeit der Brasilianischen Bischofskonferenz. 2012 wurde José Altevir da Silva Provinzial der brasilianischen Ordensprovinz seiner Ordensgemeinschaft mit Sitz in São Paulo.
Am 27. September 2017 ernannte ihn Papst Franziskus zum Bischof von Cametá. Der Weihbischof in Brasília, Leonardo Ulrich Steiner OFM, spendete ihm am 16. Dezember desselben Jahres in Cametá die Bischofsweihe; Mitkonsekratoren waren der Erzbischof von Manaus, Sérgio Eduardo Castriani CSSp, und der Bischof von Bragança do Pará, Jesús María Cizaurre Berdonces OAR. José Altevir da Silva wählte den Wahlspruch Escuta, aprende e anuncia com alegria, esperança e caridade („Zuhören, lernen und verkünden mit Freude, Hoffnung und Nächstenliebe“). In der Brasilianischen Bischofskonferenz gehört er seit 2019 der Kommission für die Missionsarbeit und die zwischenkirchliche Zusammenarbeit an. Im selben Jahr nahm er an der Sonderversammlung der Bischofssynode zum Thema Amazonien – neue Wege für die Kirche und eine ganzheitliche Ökologie teil.
Papst Franziskus bestellte ihn am 9. März 2022 zum Prälaten von Tefé. Die Amtseinführung erfolgte am 1. Mai desselben Jahres.